# Commissie voor de behandeling van klachten van seksueel misbruik in een pastorale relatie
De commissie voor de behandeling van klachten van seksueel misbruik in een pastorale relatie is een Belgisch adviesorgaan dat in 2000 werd opgericht door de bisschoppen van België. 

## Geschiedenis

### Commissie-Halsberghe
Tussen 2000 en 2009 bestond binnen de Kerk een Commissie die dossiers van seksueel misbruik in de Kerk moest afhandelen. De Commissie, ook wel de Commissie-Halsberghe genoemd, naar haar voorzitter, ere-magistrate Godelieve Halsberghe, werd in 2009 opgevolgd door de Commissie-Adriaenssens.  

### Commissie-Adriaenssens
In de nasleep van de onthullingen van bisschop Roger Vangheluwe voor de camera's waarbij hij toegaf dat hij zijn neef misbruikt had, werd de commissie in januari 2010 terug geactiveerd. In april 2010 werd kinder- en jeugdpsychiater Peter Adriaenssens voorzitter met als leden theoloog professor Karlijn Demasure (met leerstoel aan de Saint Paul University in Canada), canonisten Annie Jansen en Patrick Degrieck, jurist Roger Van Grembergen en een aantal anderen waaronder pastoraal werkers en orthopedagogen. Guy Harpigny, de bisschop van Doornik, trad op als referent voor de relatie van de bisschoppen van België met de commissie. De minister van Justitie duidde ook een referentiemagistraat aan die respect voor de rechten van alle betrokkenen zou garanderen. De commissie behandelde heel wat klachten die op korte tijd binnenliepen, deskundig en in volle onafhankelijkheid van de bisschoppen. De commissie wierp zich ook niet op als parallelle justitie, en wees elk slachtoffer op de mogelijkheid zich tot justitie te wenden. 
Op 1 juli 2010 bood de voorzitter, ook namens alle andere leden zijn ontslag aan. Een aantal huiszoekingen van het parket waarbij in de lokalen van de commissie in Leuven documenten voor onderzoek werden meegenomen (Operatie Kelk) maakten dat de commissieleden van oordeel waren dat ze niet langer in staat waren hun opdracht tot een goed einde te brengen. Het onafgewerkte rapport werd alsnog door de Commissie publiek gemaakt op 10 september 2010.
Vanaf 14 september 2010 startten de bisschoppen een nieuw Centrum voor erkenning, heling, herstel en verzoening, geen nieuw meldpunt, maar een infopunt waar medewerkers luisteren en trachten door te verwijzen naar de passende persoon of dienst. Een klacht indienen kan evenwel enkel bij een federaal magistraat.